# Neckeropsis beccariana
Neckeropsis beccariana är en bladmossart som beskrevs av Touw in Touw och Ryszard Ochyra 1987. Neckeropsis beccariana ingår i släktet Neckeropsis och familjen Neckeraceae. Inga underarter finns listade i Catalogue of Life.